# Henri Cochon de Lapparent
Pour les articles homonymes, voir Lapparent.
 (avril 2009).
Si vous disposez d'ouvrages ou d'articles de référence ou si vous connaissez des sites web de qualité traitant du thème abordé ici, merci de compléter l'article en donnant les références utiles à sa vérifiabilité et en les liant à la section « Notes et références ».
Louis-Pierre-Henri Cochon de Lapparent, né le 15 mai 1840 à Cosne-Cours-sur-Loire (Nièvre) et mort le 1er juillet 1931 à Saint-Éloy-de-Gy, est un agronome et un haut fonctionnaire français.

## Biographie
Henri Cochon de Lapparent est le fils d'Henri Cochon de Lapparent, l'un des petits-fils du ministre Charles Cochon de Lapparent. Son père est directeur des Constructions Navales, commandeur de la Légion d'honneur, marié à Anne Chaudru de Raynal.
Henri Cochon de Lapparent se marie avec Cécile Lucas en février 1865, fille de Charles Lucas, président du Conseil des inspecteurs généraux des services administratifs au ministère de l’Intérieur, qui succède à Pierre-Louis Roederer au fauteuil 4 de l’Académie des sciences morales et politiques en 1836. Son beau-père est comme Lapparent l'auteur d'un grand nombre de livres[réf. incomplète].
Henri Cochon de Lapparent est un inspecteur général de l'agriculture, auteur de plusieurs ouvrages sur l'élevage et la viticulture.Cet agronome et inspecteur général de l'Agriculture effectue plusieurs études sur l'économie pastorale dans les années 1880-1900 et établit une comparaison entre les Pyrénées et les Alpes. Lapparent relaie sur un mode scientifique, validé par son statut d'agronome, les explications répétées des communautés paysannes, qui tentent de faire valoir la logique d’un système d’exploitation en contradiction avec les idées des forestiers[réf. incomplète].

## Distinctions
- Officier de la Légion d'honneur (15 aout 1900)[3]
- Officier de l'ordre du Mérite agricole

## Publications
- Agriculture industrielle et commerciale. Le vin et l'eau-de-vie de vin. Étude de la qualité et défauts de vins, étude sur les territoires viticoles de France et d'Algérie région par région, climats, sols, raisins et vendanges, vinification, cuverie et chais, le vin après le décuvage, distillats, économie et législation (1895)
- Étude sur les races, variétés et croisements de l'espèce bovine en France, Extrait des Annales du Ministère de l’Agriculture, Imprimerie National, Paris 1902
- Le Calendrier agricole expliqué à l'école rurale (1900)
- Élevage des bêtes bovines (1913)
- Ministère de l'Agriculture. Direction de l'enseignement et des services agricoles. Office de renseignements agricoles. Étude sur les races, variétés et croisements de l'espèce bovine en France (1914)
- Prairies et pâturages, la production de l'herbe (1918)
- Voyage d'étude dans les hauts pâturages de la chaîne des Pyrénées, Bull, du Ministère de l'Agriculture. ... (1890-1892)